# Irén hessen–darmstadti hercegnő
Irén hessen–darmstadti hercegnő, hivatalosan Irén hesseni hercegnő, férjezett Irén porosz királyi és német császári hercegné (németül: Prinzessin Irene von Hessen und bei Rhein, Prinzessin Heinrich von Preußen, teljes nevén Irene Luise Marie Anna; Darmstadt, 1866. július 11. – Hemmelmark birtok Barkelsbyben, 1953. november 11.) hessen–darmstadti hercegnő, házassága révén porosz királyi és német császári hercegné.

## Élete

### Származása és gyermekkora
Irén hercegnő 1866 júliusában született IV. Lajos hesseni nagyherceg és Aliz brit királyi hercegnő harmadik gyermekeként és leányaként. Első keresztnevét – mely görög eredetű és „békét” jelent – azért kapta, mivel a hercegnő a porosz–osztrák–olasz háború végén jött világra. Gyermekkorát testvérei társaságában töltötte el a hesseni fővárosban. A kor divatjának megfelelően angol nevelőnőt fogadtak melléjük; neveltetésük minden más tekintetben követte édesanyjuk puritán elveit. A nővéreket a háztartás vezetésére is megtanították, valamint Aliz nagyhercegné már korán elkezdte leányait arra buzdítani, hogy vegyenek részt jótékonysági eseményeken és támogassák a rászorulókat.
A családot 1873 májusában érte az első csapás, mikor Irén hercegnő öccse kizuhant egy ablakon. Az alig pár esztendős Frigyes herceg belehalt sérüléseibe, lévén hogy örökölte édesanyjától a vérzékenységet. 1878-ban torokgyíkjárvány tört ki az országban, melyben az egész nagyhercegi család megbetegedett Erzsébet hercegnőt leszámítva. Irén hercegnő kishúga, Mária hercegnő hamar meghalt a kórban; a gyermekeit személyesen ápoló Aliz nagyhercegné alig egy hónappal később, december 14-én szintén eltávozott az élők sorából. A félig árván maradt hesseni gyermekek felügyeletét és nevelésének gondjait anyai nagyanyjuk, Viktória brit királynő vállalta magára. Az uralkodónő hosszabb időkre meghívta magához az unokáit; egyébként pedig a rá jellemző minden apró részletre kiterjedő figyelmességgel irányította a gyermekek neveltetését.
Irén hercegnő és nővérei, Viktória, Erzsébet és Alix hercegnők között életük végéig fennmaradt a szoros testvéri és baráti kapcsolat. A nővérek közül egyedül Irén hercegnő maradt német földön; Viktória ugyan egy német herceghez ment nőül, de ő és családja brit földre költöztek. Erzsébet és Alix hercegnők az orosz cári családba házasodtak be, amiért a mélyen vallásos, evangélikus Irén hercegnő meg is neheztelt rájuk, mivel el kellett hagyniuk a lutheranizmust.

### Házassága és gyermekei
Annak ellenére, hogy Irén hercegnőt nem tartották kifejezett szépségnek, a hercegnő hamar előkelő kérőre talált Henrik porosz királyi és német császári herceg személyében. A herceg egyike volt III. Frigyes német császár és Viktória brit királyi hercegnő fiainak; így első unokatestvéri rokonságban állt Irén hercegnővel. A családjaik mégsem találtak kifogásolnivalót abban, hogy egybekeljenek; egyedül Viktória királynő tiltakozott, amiért nem kapott értesítést elég korán az eljegyzésről.
Az esküvőt 1888. május 24-én tartották Berlinben a császári pár jelenlétében. Henrik herceg és Irén hercegnő tagadhatatlanul boldog házasságban éltek, melyben nagy szerepet játszott hasonló természetük. A porosz királyi hercegnéi rangot nyert Irénnek ezenfelül sikerült elfogadtatnia magát férje családjával; elsősorban anyósához és egyben nagynénjéhez, Viktória császárnéhoz állt közel. A császárné igen kedvelte menyét, noha elmarasztalta őt amiatt, hogy nem érdeklődik a politika iránt.

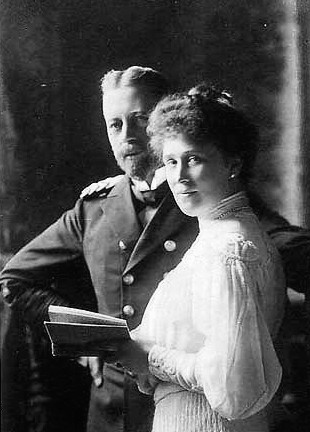
Henrik és Irén porosz királyi hercegi pár

Henrik hercegnek és Irén hercegnőnek összesen három fiúgyermeke született, akik mind a porosz hercegi méltóságot viselték:
- Valdemár Vilmos herceg (1889. március 20. – 1945. május 2.), nőül vette Calixta lippe–biesterfeldi hercegnőt; gyermektelenül halt meg
- Zsigmond Vilmos porosz herceg (1896. november 27. – 1978. november 14.), nőül vette Sarolta Ágnes szász–altenburgi hercegnőt
- Henrik Viktor porosz herceg (1900. január 9. – 1904. február 26.), kisgyermekként elhalálozott.

Irén hercegnő hordozója volt a vérzékenységet okozó génnek, melyet édesanyjától örökölt. A hercegnő átörökítette a betegséget két utódjára is. Legidősebb fia, Valdemár herceg gyermekkora állandó aggodalomban telt el amiatt, nehogy a herceg egy véletlen baleset során megüsse magát és meghaljon. A legkisebb gyermek, Henrik herceg viszont szerencsétlenül járt; alig négy esztendős volt, mikor 1904 februárjában elesett és beverte a fejét. Vérzékenysége miatt a herceg meghalt, mély lelki sebet okozva édesanyjának. Irén hercegnő egyik testvére, Alekszandra Fjodorovna orosz cárné és egyik unokatestvére, Battenbergi Viktória Eugénia spanyol királyné úgyszintén vérzékeny fiúgyermekeknek adtak életet.

### Kései évei
Irén hercegnő és testvérei kapcsolatát az első világháború zilálta szét, lévén hogy házasságuk révén a testvérek ellentétes oldalon álltak. A hercegnő a háború végéig nem is értesült arról, hogy két orosz földre szakadt nővérét kivégezték a bolsevikok. Sógorát, II. Vilmos német császárt megfosztották trónjától és kikiáltották a köztársaságot. A porosz királyi család tagjainak egy részét száműzték az országbók; Henrik herceg és neje viszont megtarthatták birtokaikat. A házaspár és gyermekeik Hemmelmark közelében fekvő rezidenciájukba vonultak vissza.
1921-ben Irén hercegnőt felkérték arra, hogy találkozzék Anna Andersonnal. Anderson azt vallotta magáról, hogy azonos a bolsevikok által kivégzettnek hitt Anasztaszija orosz nagyhercegnővel, Irén hercegnő unokahúgával. A találkozóra a német fővárosban kerítettek sort; a hercegnő nem ismerte fel Andersonban unokahúgát. Henrik herceg megemlékezései szerint feleségét mélyen felháborították Anderson igényei és hazugságai; ugyanakkor a házaspár második fia, Zsigmond herceg igazat adott Andersonnak és elismerte őt Anasztaszija nagyhercegnőként. A később elvégzett vizsgálatok alapján Anderson nem volt azonos a nagyhercegnővel, akinek maradványait 1991-ben találták meg kivégzése színhelyétől nem messze.
1929-ben Irén hercegnő özvegyen maradt. A hercegné ekkor magához vette Zsigmond fiától és annak feleségétől származó unokáját, Barbara Irén porosz hercegnőt (1920–1994). Zsigmond herceg kivándorolt Costa Ricába , miután ekkor már jó ideje külön élt feleségétől. 1945. május 2-án meghalt a hercegnő legidősebb fia, Valdemár herceg; az esemény mélyen megrendítette az édesanyját. Irén hercegnő 1953. január 23-án hivatalosan is örökbe fogadta Barbara Irént, nem sokkal azt megelőzően, hogy a hercegnő házasságra lépett volna Keresztély mecklenburg–schwerini címzetes nagyherceggel.
Irén hesseni hercegnő és porosz királyi hercegné 1953. november 11-én halt meg hemmelmarki birtokán, IV. Lajos hesseni nagyherceg legtovább élő gyermekeként. A hercegnő minden vagyonát fogadott gyermekére és egyben unokájára, Barbara Irénre hagyta.

## Külső hivatkozások
- Életrajzi adatok
- Képek, érdekességek Archiválva 2009. március 2-i dátummal a Wayback Machine-ben (angolul)